# Duchcov
Duchcov (ˈduxt͡sof, deutsch Dux) ist eine Stadt in Tschechien. Sie liegt im Okres Teplice in der nordböhmischen Aussiger Region.

## Geographie

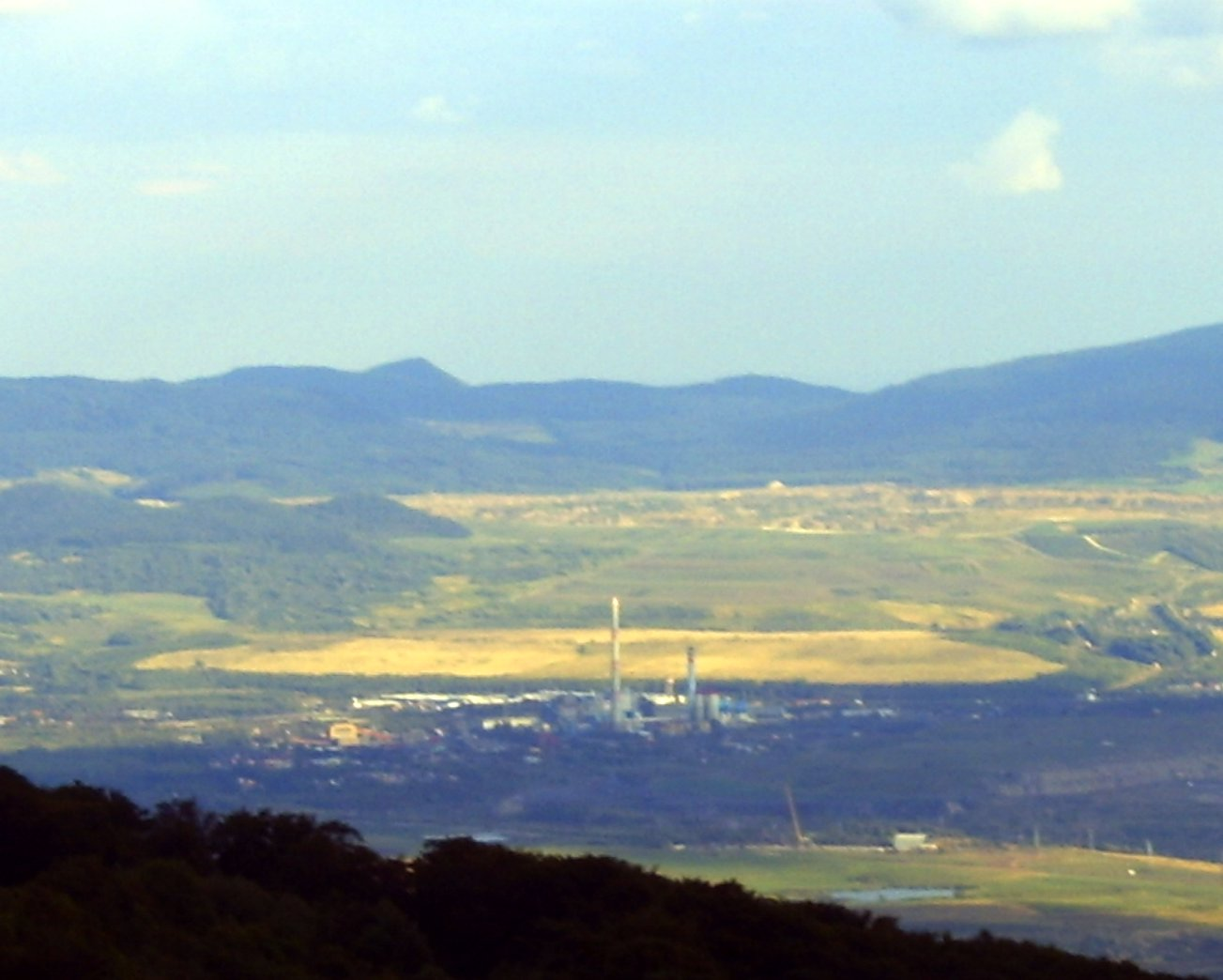
Duchcov von Dlouhá Louka (Langewiese) aus gesehen

Duchcov liegt am Fuß des Erzgebirges im Nordböhmischen Becken, acht Kilometer südwestlich von Teplice.

### Gemeindegliederung
Für die Stadt Duchcov sind keine Ortsteile ausgewiesen. Grundsiedlungseinheiten sind Anger, Barbora (Am Barbarateich), Bažantnice (Fasanerie), Bílinské Předměstí (Biliner Vorstadt), Duchcov-historické jádro, Hrdlovka (Herrlich), Křinec (Riesenbad), Liptice (Liptitz), Pokrok, U duchcovského viaduktu, U hřbitova, Za bažantnicí und Za nemocnicí. Das Gemeindegebiet gliedert sich in die Katastralbezirke Duchcov, Hrdlovka und Liptice.

### Nachbarorte
|               | Háj (Haan)                                  | Jeníkov (Janegg)                      |
| Osek (Ossegg) | Kompassrose, die auf Nachbargemeinden zeigt | Lahošť (Loosch), Zabrušany (Sobrusan) |
|               | Bílina (Bilin)                              | Ledvice (Ladowitz)                    |

## Geschichte

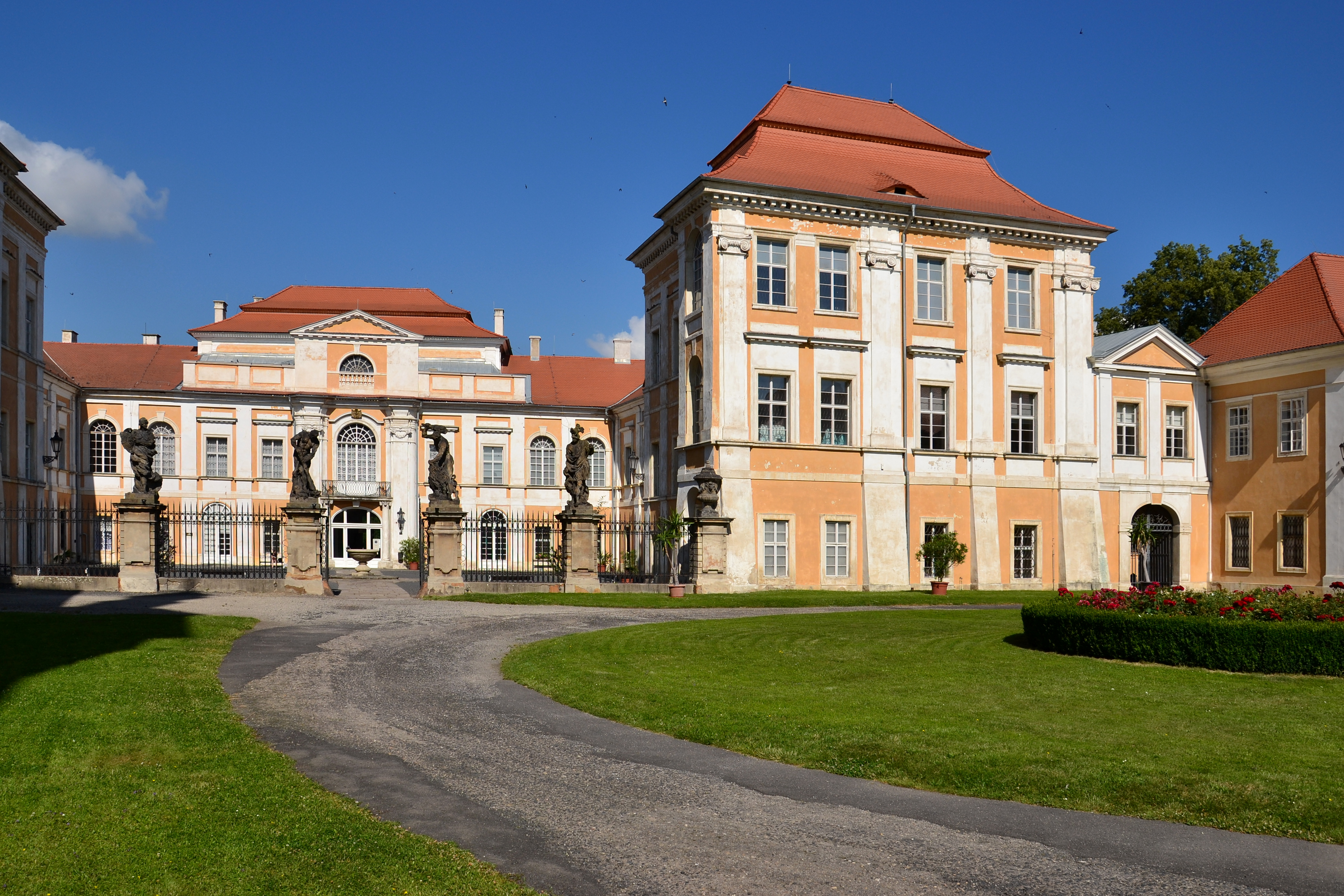
Schloss Duchcov

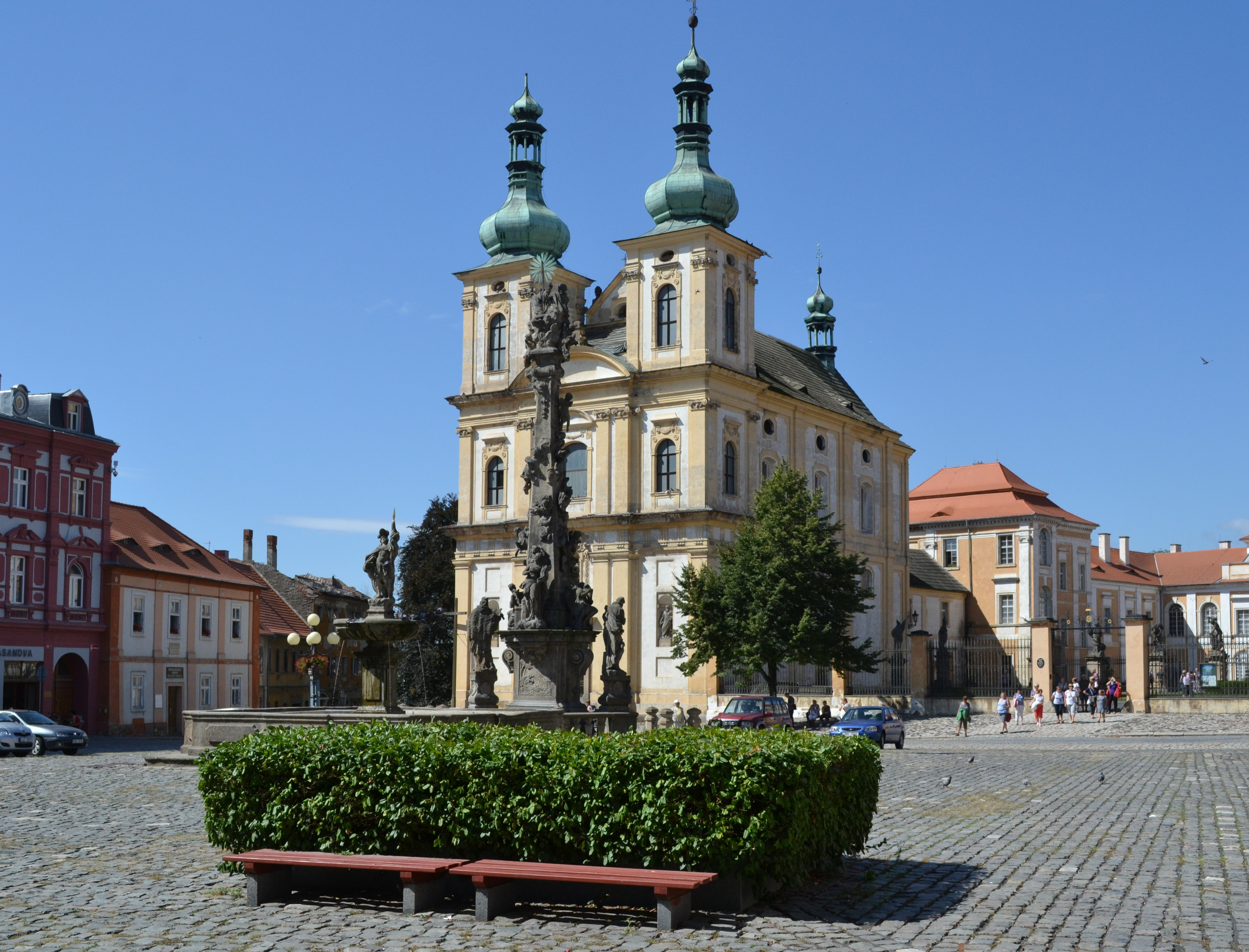
Platz der Republik und Kirche Mariä Verkündigung, im Hintergrund das Schloss

Die erste schriftliche Erwähnung des Ortes „Tockczaw“ stammt aus dem Jahr 1240. Später wurde der zur Riesenburg gehörige Ort als Duchczow und Dux bezeichnet. Ab der Mitte des 14. Jahrhunderts siedelten zunehmend Deutsche in Nordböhmen; 1389 stellte die deutsche Bevölkerung die Mehrheit der Bürger. Durch die rasche wirtschaftliche Entwicklung hatte die Stadt früh eine starke Jüdische Gemeinde. 1390 wurde die erste Schule eröffnet, geleitet von einem „Meister Jakob“. Damals gab es auch schon einen Bürgermeister und ein Altengericht. Neben der romanischen St.-Georgs-Kirche errichtete nach 1318 Agatha von Schumburg ein Dominikanerkloster, das während der Hussitenkriege wieder aufgelöst wurde. Bis 1398 gehörte Dux den Herren von Riesenburg, danach erwarb es Wilhelm von Wettin vom völlig überschuldeten Borso VI. ab. Da der Verkauf ohne königliche Zustimmung erfolgte, war er Gegenstand eines jahrzehntelangen Streits. 1412 ging die Stadt an den böhmischen König Wenzel IV. über. Mit einem Friedensvertrag zwischen den Markgrafen von Meißen und der Krone Böhmen wurde die Stadt 1417 wieder an die Mark Meißen übereignet.
Während der Hussitenkriege wurde die Stadt nach der Schlacht zwischen Andreas Prokop und Friedrich von Sachsen niedergebrannt. Erst nach der Beendigung der Hussitenkriege kam es zum Wiederaufbau. Gleichzeitig gingen die Streitigkeiten zwischen Böhmen und den Markgrafen von Meißen weiter, bis die Stadt am 27. Mai 1459 durch den Vertrag von Eger endgültig Böhmen angeschlossen wurde. Am 12. September 1460 wurden die Stadtprivilegien bestätigt, die Stadt erhielt vom böhmischen König Georg von Podiebrad Stadtwappen und Siegel sowie das Braurecht. Die Verwaltung wurde Zbynko Zajíc von Hasenburg und danach Prokop von Rabstein übertragen. Infolge der Religionskämpfe in Böhmen kam es immer wieder zu kriegerischen Auseinandersetzungen. Der Nachfolger Prokops, Heinrich von Rabstein, bedrohte dabei sogar die Besitztümer der Herzöge von Sachsen, die daraufhin Strafzüge nach Böhmen durchführten.
Nach der Schlichtung siedelten die Herren von Sulewitz auf der Riesenburg; Paul Fürst Kaplirz de Sulewicz, verlegte 1491 seinen Sitz auf die Veste Duchcov und überließ die Burg dem Verfall. 1512 errichteten die neuen Herren im Ort ein Renaissance-Rathaus. 1527 wurde die Herrschaft Dux an Depolt Popel von Lobkowitz verkauft. Wenzel Popel von Lobkowitz baute die Stadtveste der Sulewitzer weiter zum Schloss aus.
Während des Dreißigjährigen Krieges kam es zu mehreren Besetzungen durch Schwedische Truppen, die am 5. August 1634 einen Großteil der Stadt niederbrannten. Nachdem der letzte in Dux herrschende Lobkowitzer Franz Josef kinderlos gestorben war, übernahm die Witwe Polyxena Marie von Lobkowicz (geborene von Talmberg) die Stadt, die 1642 den Grafen Maximilian von Waldstein ehelichte. Sein Nachfolger, der Königgrätzer Bischof Johann Friedrich von Waldstein, ließ 1671 eine Brauerei erbauen und milderte nach seiner Ernennung zum Prager Erzbischof seinen Untertanen die Leibeigenschaft. Die Einnahmen aus Frondiensten und sonstige Finanzabgaben gehörten von nun an der Stadt. 1675 wurde die erste Brauerei erbaut, 1675–1695 das Schloss gänzlich renoviert. 1680 erhob Johann Friedrich von Waldstein die Herrschaften Dux und Oberleutensdorf zum Familienfideikommiss, dabei erteilte er der bis dato untertänigen Stadt Dux die Frondienste.
Nach Johann Friedrichs Tod übernahm sein Bruder Ernst Josef von Waldstein die Herrschaft. Dessen Neffe Johann Josef von Waldstein wurde 1707 Universalerbe. Zwei Jahre nach dem Beginn seiner Regentschaft brannte am 10. August 1709 ein Großteil der Stadt einschließlich des alten Rathauses ab. Gleichzeitig erlebte die Stadt unter dem neuen Eigner ihren größten Aufschwung. Das Schloss wurde um zwei Seitenflügel verbreitert, 1721 wurde die Marienkirche fertiggestellt und am 12. September 1722 durch den Leitmeritzer Bischof Johann Adam Wratislaw von Mitrowitz eingeweiht. 1723 wurde der Bau der St.-Barbara-Kirche und 1728 des Schlosshospitals mit der Kirche Mariä Himmelfahrt beendet. 1713 gründete Johann Josef von Waldstein eine Manufaktur zur Herstellung von Waffen. Im Schloss eröffnete er die Waldstein-Galerie. Nach seinem Tod 1731 übernahm sein Neffe Franz Josef von Waldstein das Erbe.
Er bereicherte Dux um zahlreiche künstlerische Werke, unter anderem durch Statuen aus der Werkstatt von Matthias Bernhard Braun. Nach dem Ausbruch der Pest, an der auch seine Frau Josefa starb, ließ er die Pestsäule der Heiligen Dreifaltigkeit errichten.
Im Siebenjährigen Krieg wurde die Stadt, in der inzwischen Graf Emanuel Filibert von Waldstein herrschte, durch das preußische Heer völlig ausgeraubt. Nach dem Krieg errichtete der Graf in Dux eine Strumpfmanufaktur. 1763 wurde der erste Braunkohleschacht in Betrieb genommen.

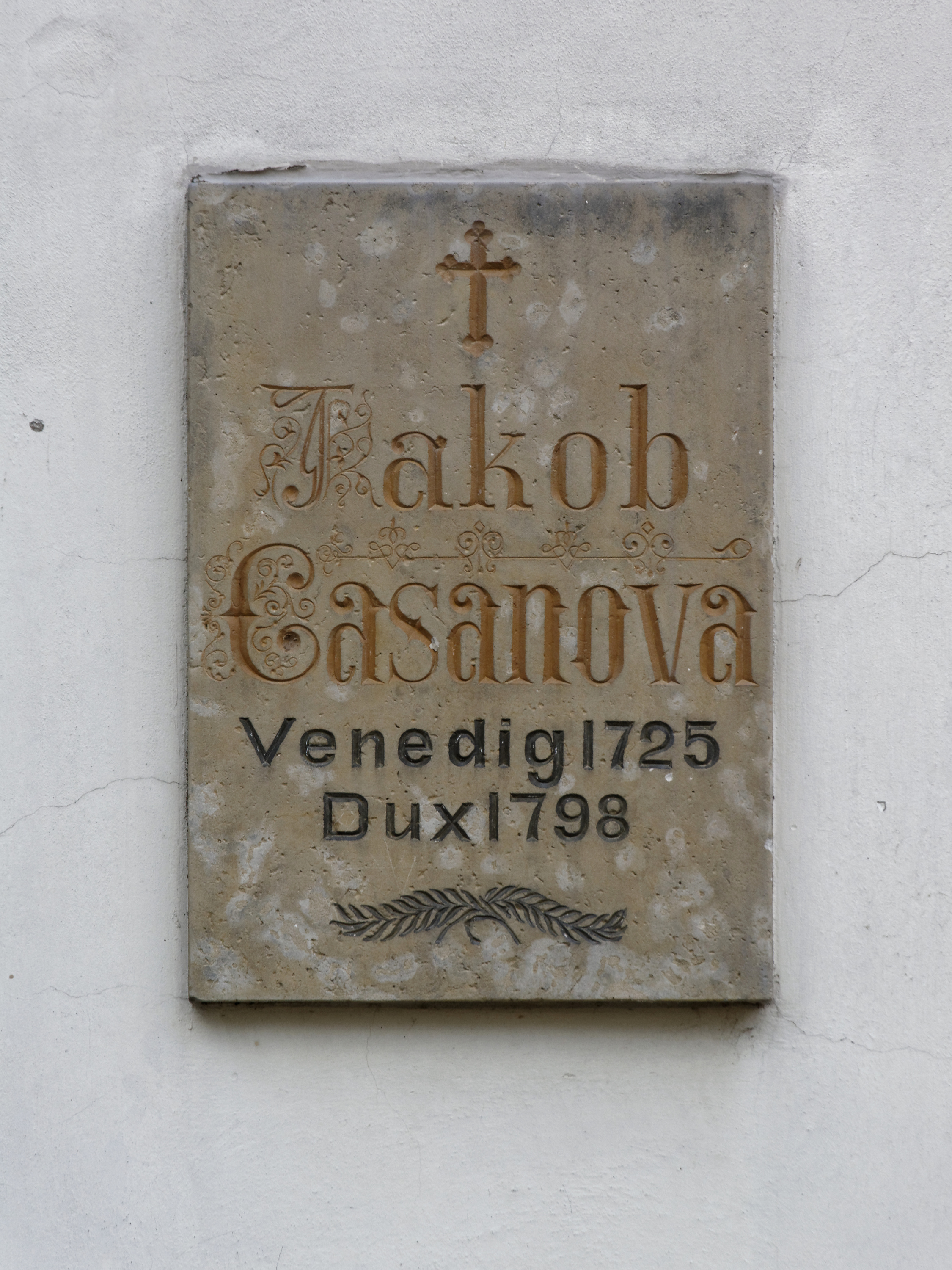
Casanovas Grabstein an der Barbarakapelle

Der gebildete Josef Karl Emanuel von Waldstein trat 1774 die Nachfolge an. Er umgab sich gerne mit Künstlern und Wissenschaftlern. 1785 brachte er den Schriftsteller, Weltenbummler und Abenteurer Giacomo Casanova auf das Schloss. Dieser verbrachte als Schlossbibliothekar bis zu seinem Tod 1798 dreizehn Jahre in Dux. Aus dieser Zeit stammt auch der Großteil seiner Veröffentlichungen. Auch Friedrich Schiller, Johann Wolfgang von Goethe, Ludwig van Beethoven und Zar Alexander I. zählten zu seinen Gästen. Nach dem Tod von Josef Karl Emanuel von Waldstein 1814 übernahm dessen Bruder Adam von Waldstein, ein bedeutender Botaniker, die Herrschaft. Er baute das Schloss im klassizistischen Stil um, legte den Englischen Park im Schlossgarten an und errichtete ein Schlossmuseum. In den Folgejahren kam es durch frühe Todesfälle zum raschen Wechsel in der Herrschaft. 1818 wurde das städtische Bürgerspital errichtet, dazu hatte der in Dux gebürtige kursächsische Beichtvater Joseph Preyßler der Stadt 1514 Gulden und 15 Kreuzer gespendet.
Im Jahre 1831 bestand die Stadt Dux / Duchcow / Duxovium aus insgesamt 170 Häusern mit 1030 deutschsprachigen Einwohnern. Die Freie Schutzstadt Dux umfasste 157 Häuser mit 887 Einwohnern; das Schloss einschließlich 12 Häusern mit 143 Einwohnern bildete den herrschaftlichen Anteil. Unter herrschaftlichem Patronat standen die Dechanteikirche Mariä Verkündigung und die mit drei Lehrern besetzte Schule. Der freie Anteil wurde durch einen Magistrat mit einem Bürgermeister und einem geprüften Rat verwaltet. Die Stadtgemeinde besaß eine landwirtschaftliche Nutzfläche von 806 Joch 279 Quadratklafter. 142 Personen waren gewerblich tätig, darunter waren 65 Meister und Gewerbsherren. Die Stadt besaß das Privileg für vier Jahrmärkte, zudem wurde mittwochs ein Wochenmarkt abgehalten. Im obrigkeitlichen Anteil befanden sich ein Meierhof, ein Forstbeamten- und ein Gärtnerhaus, ein Bräuhaus und eine Branntweinbrennerei. Außerhalb der Stadt lag das herrschaftliche Hospital. Dux war Pfarrort für Liptice und Ladowitz; die Filialkirchen in Liptitz und Sobrusan waren dem Dekanat Dux untergeordnet.
Nach der Aufhebung der Patrimonialherrschaften bildete Dux / Duchcov ab 1850 eine Stadtgemeinde im Leitmeritzer Kreis und wurde Sitz eines Gerichtsbezirkes. Unter Anton von Waldstein besuchten u. a. der Schriftsteller František Palacký und Frédéric Chopin das Schloss. Auch die Stadt änderte und vergrößerte sich. Die alten Tore wurden abgerissen und es entstanden neue Unternehmen, darunter 1849 eine Zuckerfabrik und eine Glasfabrik. 1853 kam eine Porzellanmanufaktur des Inhabers Eduard Eichler hinzu.
Im Preußisch-Österreichischen Krieg 1866 brachten die durchziehenden Heere Cholera nach Dux. In der zweiten Hälfte des 19. Jahrhunderts wurde die Eisenbahn gebaut und im Mai 1867 eröffnet. Dux wurde dabei zu einem wichtigen Verkehrsknotenpunkt.
Dux wurde durch die geförderte Kohle, durch Ziegeleien, Kalkwerke, Gießereien, Keramikfabriken und später Glasereien zu einer wichtigen Industriestadt. Der Bergbau führte immer mehr Einwohner nach Dux und war fast auch sein Untergang. Durch den Abbau und die Unterhöhlung mussten immer wieder Teile der Stadt abgerissen werden. Der industrielle Aufschwung wirkte sich auch auf die Bevölkerungszahl aus. Hatte Dux zu Beginn des 19. Jahrhunderts noch 772 Einwohner, waren es 1900 bereits 11.921.
Die Industrie benötigte jedoch auch gut ausgebildete Facharbeiter. 1872 wurde deshalb eine Bergfachschule eingerichtet. Das Gebäude der Privat-Bergschule für das nordwestliche Böhmen befand sich in der Brüxer Straße (heute Bezručova). Der Bergbau forderte auch Opfer. Bei Bergunglücken 1879, 1893, 1900 und dem größten am 3. Januar 1934 kamen über 240 Bergarbeiter ums Leben. Beim Thermalwassereinbruch von 10. Februar 1879 auf der Grube Döllinger starben 23 Bergleute. Dadurch gingen mehrere Gruben des Reviers unter; der Wasserentzug der Heilquellen von Töplitz und Loosch stellte die Bäder vor die Existenzfrage. 1881 wurde Dux an das Telefonnetz angeschlossen, 1892 die elektrische Beleuchtung in Betrieb genommen und 1893 ein Postamt eröffnet. 1896 wurde das Städtische Museum eröffnet, im selben Jahre wurde Dux Sitz einer Bezirkshauptmannschaft. 1902 wurde die evangelische Kirche geweiht, die Pläne stammten von den Dresdner Architekten Schilling & Graebner. 1911 kam das Bezirkskrankenhaus hinzu und 1914 das Gebäude des Gymnasiums. Nach dem Ersten Weltkrieg wurde Dux von einer Wirtschaftsflaute heimgesucht.

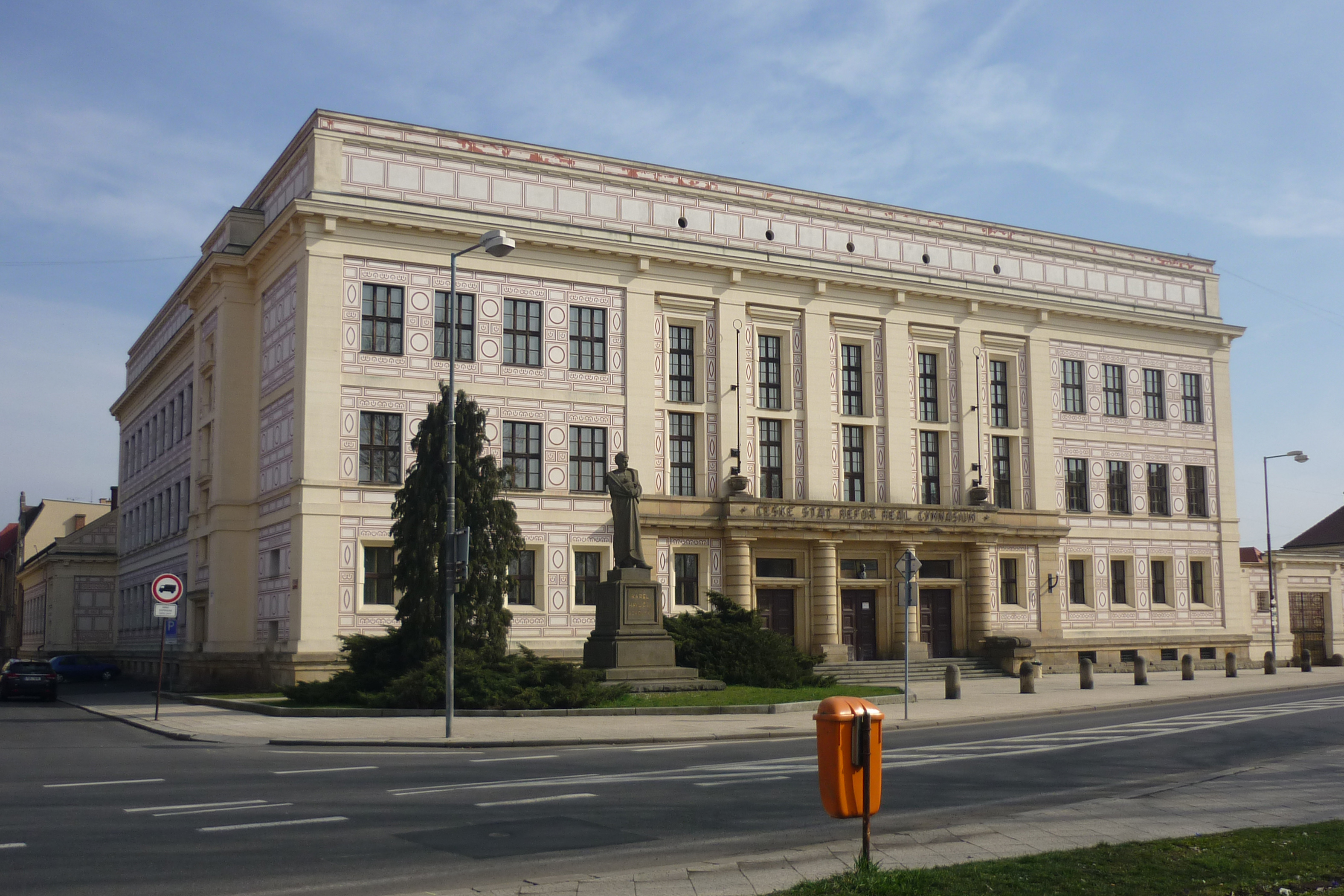
Reform-Realgymnasium

Nach der Gründung der Tschechoslowakei 1920 zählte die Stadt Dux 12.513 Einwohner, davon 5965 Tschechen, und am 1. Dezember 1930 waren es 13.040 Einwohner. Am 22. Mai 1927 wurde das tschechische Reform-Realgymnasium eröffnet. Dux schloss sich in der Zeit vor dem Zweiten Weltkrieg nicht mehrheitlich der Sudetendeutschen Partei Konrad Henleins an. 1933 stand an der Spitze der deutsche Antifaschist und Sozialdemokrat Karl Schlein, der kurz vor der Okkupation der Stadt durch deutsche Truppen am 9. Oktober 1938 ins Exil nach Schweden flüchtete. Nach der Besetzung wurde ein großer Teil der tschechischen Bevölkerung in das Landesinnere vertrieben. Dadurch sank die Einwohnerzahl bis zum 17. Mai 1939 auf 9646. Bis 1945 war die Stadt Sitz des deutschen Landkreises Dux, Regierungsbezirk Aussig, im Reichsgau Sudetenland.
Am 8. Mai 1945 übernahm der Tschechoslowakische Nationalausschuss unter Leitung von Josef Skalník die Geschicke der Stadt. Durch Beschuss der sowjetischen Armee brannte am 10. Mai 1945 die Kirche Maria Verkündung aus, mit ihr gingen einige wertvolle Kunstschätze verloren. Aufgrund der Beneš-Dekrete wurde der Hauptteil der deutschen Bevölkerung 1945 enteignet und vertrieben. Ausgenommen werden sollten nur Einwohner, die sich gegen die Besetzung der Tschechoslowakei durch das Deutsche Reich am 15. März 1939 gewandt hatten. Am 22. Mai 1947 hatte Duchcov 8229 Bewohner. Erst nach und nach kam es zur Nachbesiedlung mit tschechischer Bevölkerung.
1961 wurde der Okres Duchcov aufgehoben und die Stadt dem Okres Teplice zugeordnet. Weitere Kulturdenkmäler mussten dem Bergbau weichen, so der größte Teil des Schlossparks, das Hospital und die Kirche Mariä Himmelfahrt. Aber auch Verkehrswege wurden abgerissen und nur teilweise wieder aufgebaut. Im Zuge der Devastierung der Gemeinde Hrdlovka wurde am 31. Januar 1975 das Kataster von Hrdlovka mit Nová Ves der Stadt Duchcov zugeschlagen, das Kataster von Hrdlovka-Nový Dvůr fiel der Stadt Osek zu. Am 1. Oktober 1976 kamen noch die Fluren der devastierten Gemeinde Liptice zu Duchcov hinzu. Nach der samtenen Revolution in den 1990er Jahren wurden einige Kulturobjekte und Denkmäler restauriert. Heute ist Duchcov durch seine Nähe zu Naturschutzgebieten ein Ausgangspunkt für Freizeitaktivitäten.

## Bevölkerung
Bevölkerungsentwicklung bis 1945
| Jahr | Einwohner | Anmerkungen                              |
| ---- | --------- | ---------------------------------------- |
| 1830 | 000887    | in 157 Häusern                           |
| 1832 | 01.030    | in 170 Häusern                           |
| 1857 | 02.166    | am 31. Oktober                           |
| 1871 | 04.100    | in 350 Häusern                           |
| 1900 | 12.001    | meist deutsche Einwohner                 |
| 1930 | 13.040    | davon 6.504 Deutsche und 6.285 Tschechen |
| 1939 | 09.646    | [ 12 ]                                   |

Bevölkerungsentwicklung nach Ende des Zweiten Weltkriegs
(Stand: 31.12. des jeweiligen Jahres)
| Jahr | Einwohner |
| ---- | --------- |
| 1947 | 08.244    |
| 1965 | 10.199    |
| 1970 | 10.000    |
| 1980 | 10.578    |
| 1990 | 09.097    |

| Jahr | Einwohner |
| ---- | --------- |
| 2000 | 9.123     |
| 2010 | 8.889     |
| 2020 | 8.582     |
| 2022 | 8.684     |

## Städtepartnerschaften
- Miltenberg, Deutschland, seit 16. November 2004
- Mulda, Deutschland, seit 6. Dezember 2005

## Sehenswürdigkeiten

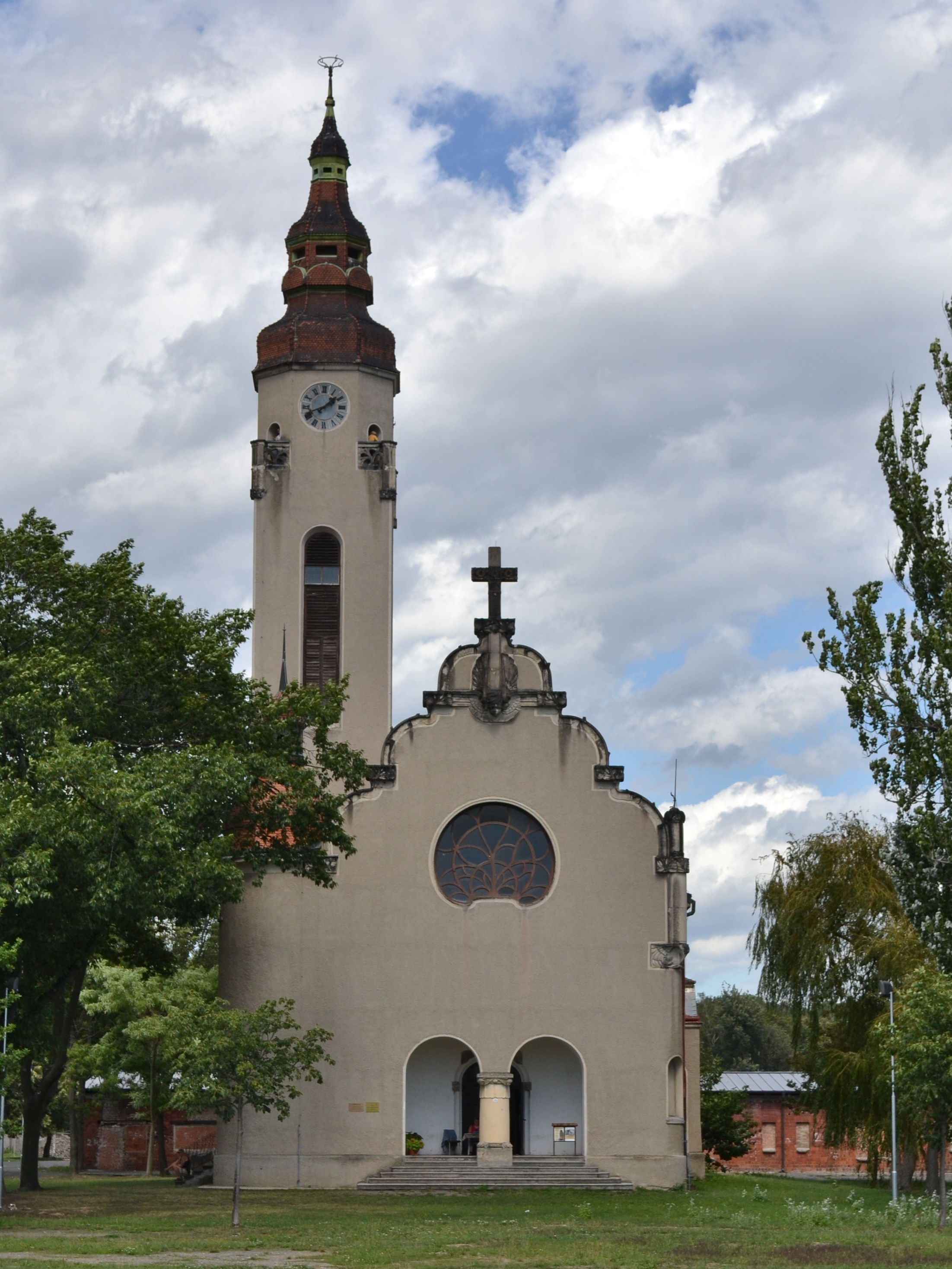
Evangelische Kirche

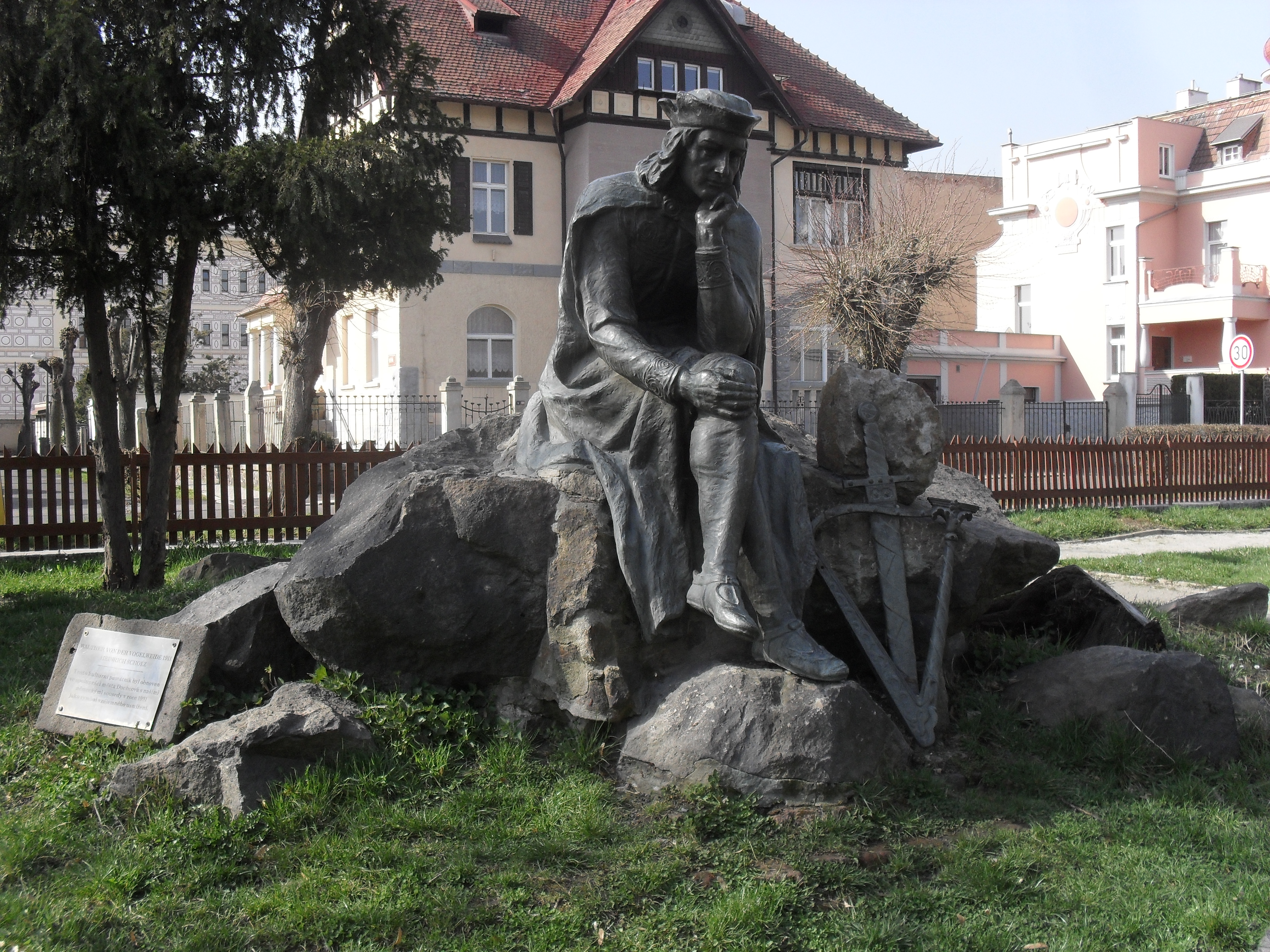
Denkmal für Walther von der Vogelweide von Heinrich Karl Scholz (1911)

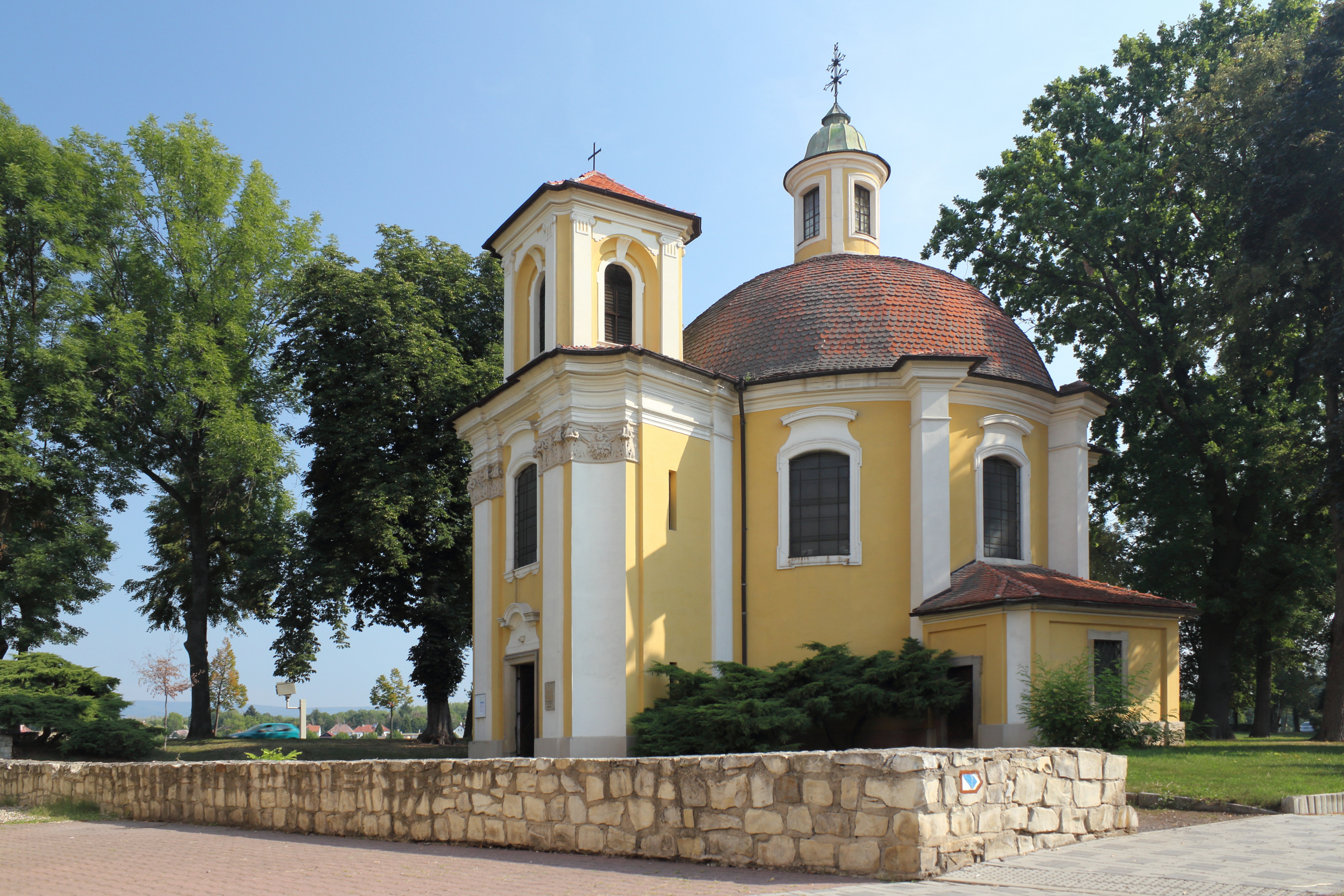
Barbarakapelle

- Schloss Duchcov mit Schlosspark und Sphinxteich
- Dechanteikirche Mariä Verkündigung am Schloss, sie wurde zu Beginn des 18. Jahrhunderts durch Johann Josef von Waldstein entsprechend der letztwilligen Anordnung des Erzbischofs Johann Friedrich von Waldstein errichtet. Die Pläne stammen von Jean Baptiste Mathey. Geweiht wurde die Kirche am 13. September 1722 durch Bischof Johann Adam Wratislaw von Mitrowitz. Der Hochaltar wurde 1720 auf Kosten von Eleonore von Waldstein errichtet und ist mit einem Tabernakel aus rotbraunem Marmor und einem Altarblatt von Wenzel Lorenz Reiner versehen.
- Markt mit Dreifaltigkeitssäule und Floriansbrunnen
- Ehemals evangelische Lutherkirche im Jugendstil von Schilling & Graebner, jetzt Hussitische Kirche
- Denkmal Walthers von der Vogelweide
- Grabstein von Giacomo Casanova an der Barbarakapelle
- Stadtfriedhof mit Mariahilf-Kapelle und Denkmal für die Opfer des Grubenunglücks von 1900.

## Persönlichkeiten

### Söhne und Töchter der Stadt
- Milo Strobl (1629–1695), Abt des Prämonstratenserstiftes Selau 1678–1695
- Georg Strobl (1644–1717), Mönch des Zisterzienserstiftes Heiligenkreuz
- Heinrich Bank (1834–1923), Historienmaler
- Emil Liebitzky (1892–1961), österreichischer General der Artillerie
- Josef Heinrich Sommer (1888–1946), österreichischer Politiker
- Egon von Jordan (1902–1978), österreichischer Film- und Bühnenschauspieler
- Friedrich Richter (1909–1991), deutscher Architekt
- Eduard Schaffer (1921–2017), deutscher Fußballtorhüter
- Hellmuth Benesch (1924–2012), deutscher Psychologe
- Elisabeth Decker (* 1931), deutsche Malerin und Grafikerin
- Barbara Stolterfoht (1940–2021), deutsche Politikerin
- Štěpán Vachoušek (* 1979), Fußballspieler

### Mit Verbindung zur Stadt
- Giacomo Casanova (1725–1798), italienischer Abenteurer
- Edmund Wünsch (1894–?), Lautensänger und Komponist; lebte hier
- Adolf Metzner (1910–1981), NSDAP-Kreisleiter von 1944 bis 1945
- Wilhelm Karlik (1872–1934), Betriebsdirektor der Duxer Berginspektion, Erfinder von Seilscheiben